# 친위대 제15무장척탄병사단
친위대 제15무장척탄병사단 (제1라트비아)(15. Waffen-Grenadier-Division der SS (lettische Nr. 1))는 나치 독일의 무장친위대 사단 중 하나이다.
1943년 2월에 편성되었으며 제6SS의용육군단에 소속되어 있었다. 자매 사단인 제19무장척탄병사단 (제2라트비아)와 함께 라트비아 군단을 이루었다.

## 같이 보기
- 무장친위대의 부대 목록
- 무장친위대 계급 및 표장